# Maria Caserini
Maria Gasparini, devenue après son mariage Maria Caserini, née le 24 juillet 1884 à Milan[réf. nécessaire] et morte le 15 avril 1969 dans la même ville, est une actrice italienne de la période du muet.

## Biographie
Maria Caserini commence à jouer dans des productions théâtrales dès son plus jeune âge. Elle débute au cinéma en 1906 en tournant son premier film, Otello pour la Società Italiana Cines à Rome, qui est considéré comme la première adaptation cinématographique de l'Othello de Shakespeare, réalisée par Mario Caserini, son mari. Elle joue encore dans Romeo e Giulietta en 1908, puis dans treize autres films jusqu'en 1909. L'un de ces films était Macbeth, réalisé par son mari.
De 1910 à 1927 elle tourne dans 65 films, dont beaucoup réalisés par son mari, comme Lucrèce Borgia, dont l'interprétation lui valut une grande notoriété. Elle reprend le théâtre immédiatement après avoir abandonné sa carrière cinématographique.
Maria Caserini meurt 15 avril 1969 à Milan, à l'âge de 84 ans. Elle est enterrée au cimetière monumental de Milan.

## Filmographie partielle
- 1906 : Otello de Mario Caserini
- 1908 : Roméo et Juliette de Mario Caserini
- 1909 : La Vie de Jeanne d'Arc (Giovanna d'Arco) de Mario Caserini
- 1909 : Wanda Soldanieri de Mario Caserini
- 1909 : Les Trois Mousquetaires (I tre moschettieri) de Mario Caserini
- 1909 : La nuova mammina d'Enrico Guazzoni
- 1909 : Beatrice Cenci de Mario Caserini
- 1909 : La campana
- 1909 : Macbeth de Mario Caserini
- 1909 : Bianca Cappello de Mario Caserini
- 1910 : Hamlet (Amleto) de Mario Caserini
- 1910 : Il dottor Antonio (court métrage)
- 1910 : Eloquenza di un fiore de Mario Caserini
- 1910 : Le Cid (Il Cid) de Mario Caserini
- 1910 : Giovanna la pazza de Mario Caserini
- 1910 : Jean de Médicis (Giovanni dalle bande nere) de Mario Caserini
- 1910 : Anita Garibaldi (it) de Mario Caserini
- 1910 : Messaline de Mario Caserini
- 1911 : Agrippine (Agrippina) d'Enrico Guazzoni
- 1911 : Regina per quindici giorni de Mario Caserini
- 1911 : Romola de Mario Caserini
- 1911 : L'adultera de Mario Caserini
- 1912 : Santarellina de Mario Caserini
- 1912 : Parsifal de Mario Caserini
- 1913 : Nerone e Agrippina de Mario Caserini
- 1913 : Florette e Patapon de Mario Caserini
- 1913 : Acquazzone in montagna de Camillo De Riso
- 1914 : Ma l'amor mio non muore... de Mario Caserini
- 1915 : La pantomima della morte de Mario Caserini
- 1916 : La divetta del reggimento de Mario Caserini
- 1916 : Cristo de Giulio Antamoro
- 1916 : Come quel giorno (Como aquel día) de Mario Caserini
- 1917 : L'ombra de Mario Caserini
- 1917 : La via della luce de Baldassarre Negroni
- 1918 : La signora Arlecchino de Mario Caserini
- 1919 : Il padrone delle ferriere d'Eugenio Perego
- 1919 : Fascino d'oro d'Eugenio De Liguoro
- 1920 : Per un figlio de Mario Bonnard
- 1920 : Papà Lebonnard de Mario Bonnard
- 1920 : L'ombra de Roberto Roberti
- 1921 : Primavera de Licurgo Tioli
- 1921 : La leggenda di San Giorgio de Giulio Aristide Sartorio
- 1921 : Simun d'Andrea Felice Oxilia
- 1927 : Da Icaro a de Pinedo, de Silvio Laurenti-Rosa